# 脱硫棒菌属
脱硫棒菌属（学名：Desulfofustis）为脱硫棒菌科的一个属。此属的模式种为Desulfofustis glycolicus。

## 下属物种
本属包括以下物种：
- Desulfofustis glycolicus Friedrich et al. 1996[1]